# Spilosoma batesi
Spilosoma batesi är en fjärilsart som beskrevs av Rothschild 1910. Spilosoma batesi ingår i släktet Spilosoma och familjen björnspinnare. Inga underarter finns listade i Catalogue of Life.